# Puente el Mezquite
Puente el Mezquite är en ort i Mexiko, tillhörande Ixtapaluca kommun i delstaten Mexiko. Puente el Mezquite ligger i den centrala delen av landet och tillhör Mexico Citys storstadsområde. Orten hade 256 invånare vid folkmätningen 2010.